# Vladimiro III Mstislavič
Vladimiro Mstislavič (in russo e in ucraino Володимир III Мстиславич?; 1132 – 30 maggio 1171) fu principe di Dorohobuž (1152-1154; 1170-1171), della Volinia (1154-1157), di Sluc'k (1161), di Trepol' (1162-1168) e principe di Kiev (1171) con il nome di Vladimiro III di Kiev.
Era figlio di Mstislav I Vladimirovič e nipote di Vladimiro II Monomaco.

## Biografia

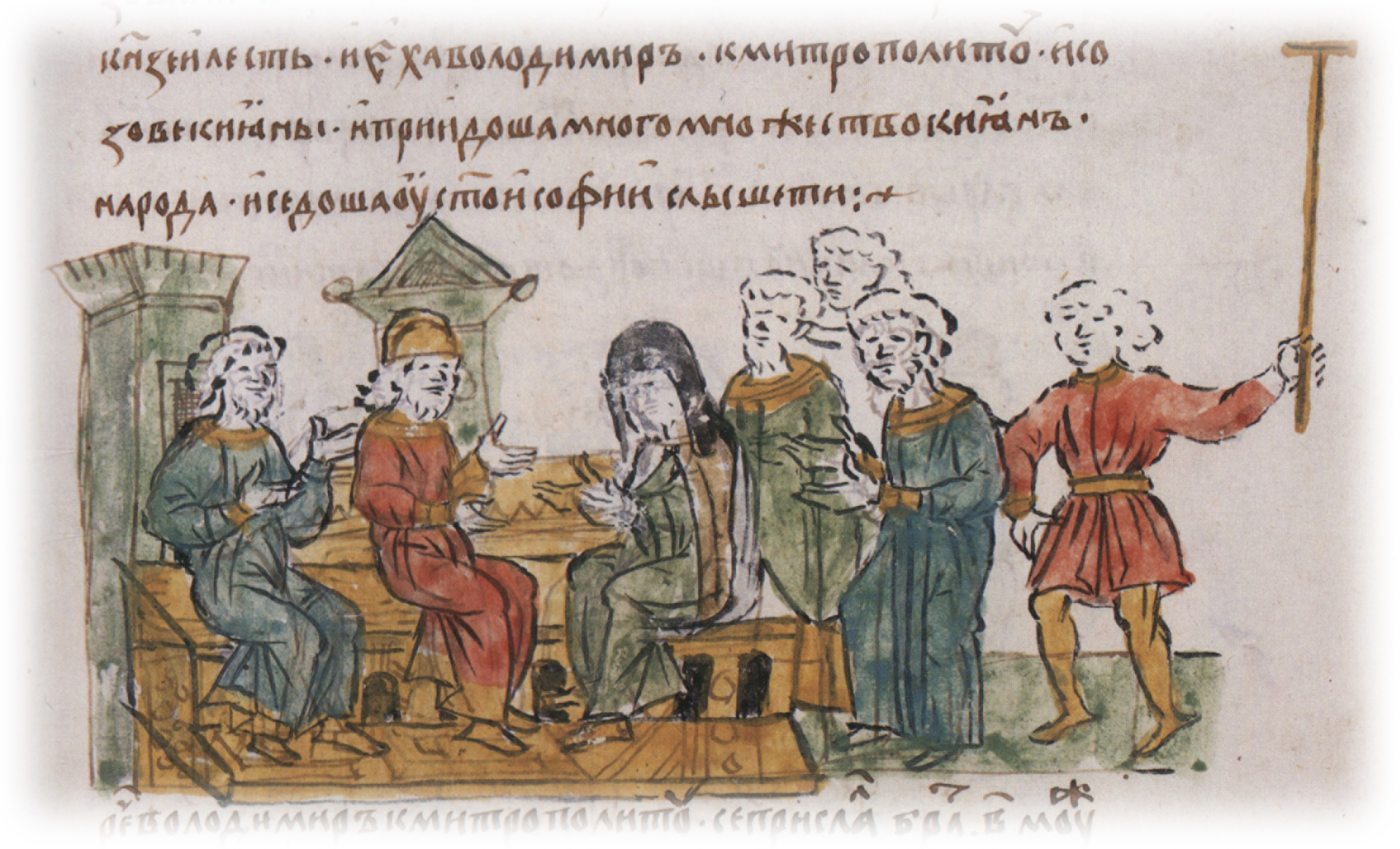
Vladimiro Mstislavič riunisce un consiglio con il metropolita Clemente e gli abitanti della città di Kiev

Poiché il suo principato durò per un tempo estremamente breve, è omesso da alcuni elenchi dei principi di Kiev. La cronologia fornita nelle copie del Codice Ipaziano e di Khlebnikov della Cronaca di Kiev presenta vari errori e si contraddice reciprocamente. Secondo lo storico Leonid Makhnovets (1989), il suo regno dovrebbe essere datato dal 5 febbraio al 10 maggio 1171, tre mesi e qualche giorno, anche se il testo dice «quattro mesi» (poiché i periodi di tempo incompleti venivano solitamente arrotondati per eccesso).

## Ascendenza
|                          |                             |                       | Genitori                |  |  | Nonni                |  |  | Bisnonni         |  |
|                          |                             |                       |                         |  |  | Vladimiro II di Kiev |  |  | Vsevolod di Kiev |  |
|                          |                             |                       |                         |  |  | Vladimiro II di Kiev |  |  | Vsevolod di Kiev |  |
|                          |                             | Anastasia di Bisanzio |                         |  |  | Vladimiro II di Kiev |  |  |                  |  |
| Mstislav I Vladimirovič  |                             |                       |                         |  |  | Vladimiro II di Kiev |  |  |                  |  |
|                          |                             | Gytha del Wessex      | Aroldo II d'Inghilterra |  |  |                      |  |  |                  |  |
|                          |                             | Gytha del Wessex      | Aroldo II d'Inghilterra |  |  |                      |  |  |                  |  |
|                          |                             | Gytha del Wessex      | Ealdgyth Swan-neck      |  |  |                      |  |  |                  |  |
| Vladimiro III Mstislavič |                             | Gytha del Wessex      |                         |  |  |                      |  |  |                  |  |
|                          | Dmitrij Zavidič di Novgorod | Sawid                 |                         |  |  |                      |  |  |                  |  |
|                          | Dmitrij Zavidič di Novgorod | Sawid                 |                         |  |  |                      |  |  |                  |  |
|                          | Dmitrij Zavidič di Novgorod | …                     |                         |  |  |                      |  |  |                  |  |
| Ljubava Dmitrijevna      | Dmitrij Zavidič di Novgorod |                       |                         |  |  |                      |  |  |                  |  |
|                          |                             | …                     | …                       |  |  |                      |  |  |                  |  |
|                          |                             | …                     | …                       |  |  |                      |  |  |                  |  |
|                          |                             | …                     | …                       |  |  |                      |  |  |                  |  |
|                          |                             | …                     |                         |  |  |                      |  |  |                  |  |

## Discendenza
Vladimiro era figlio di Mstislav I, nato dal suo secondo matrimonio con Ljubava Dmitrijevna. Secondo Latopis kijowski, Vladimiro nacque tra il 1° marzo 1131 e il 29 febbraio 1132.
Mantenne ottimi legami con l'Ungheria e Serbia e nel 1150 sposò la figlia del palatino serbo Beloš Vukanović. Secondo gli antichi annali russi, il suo nome titolare era iscritto come «Banovna». Ebbero quattro figli.